# SAT Khorat Open 2009
Il SAT Khorat Open 2009 è stato un torneo professionistico di tennis maschile giocato sul cemento, che faceva parte dell'ATP Challenger Tour 2009. Si è giocato a Khorat in Thailandia dal 23 al 29 marzo 2009.

## Partecipanti

### Teste di serie
| Nazionalità | Giocatore         | Ranking* | Testa di serie |
| ----------- | ----------------- | -------- | -------------- |
| Germania    | Andreas Beck      | 86       | 1              |
| Giappone    | Gō Soeda          | 117      | 2              |
| Australia   | Chris Guccione    | 134      | 3              |
| Francia     | Mathieu Montcourt | 136      | 4              |
| Russia      | Michail Elgin     | 138      | 5              |
| Germania    | Daniel Brands     | 148      | 6              |
| India       | Somdev Devvarman  | 150      | 7              |
| Thailandia  | Danai Udomchoke   | 158      | 8              |

- Ranking al 16 marzo 2009.

### Altri partecipanti
Giocatori che hanno ricevuto una wild card:
- Grigor Dimitrov
- Sonchat Ratiwatana
- Peerakiat Siriluethaiwattana
- Kittipong Wachiramanowong

Giocatori passati dalle qualificazioni:
- Chen Ti
- Evgenij Donskoj
- Denys Molčanov
- Filip Prpic

Giocatori con uno special Exempt:
- Noam Okun

## Campioni

### Singolare
Andreas Beck ha battuto in finale  Filip Prpic con il punteggio di 7–5, 6–3

### Doppio
Rohan Bopanna /  Aisam-ul-Haq Qureshi hanno battuto in finale  Sanchai Ratiwatana /  Sonchat Ratiwatana con il punteggio di 6–3, 6(5)–7, [10–5]